# Ækvatorialguineas flag
Ækvatorialguineas flag blev vedtaget den 21. august 1979. De seks stjerner repræsenterer landets fastland og fem øer. Under diktatoren Francisco Nguemas styre blev flaget ændret, og et andet nationalt emblem blev brugt på det. Efter at han blev afsat, blev det originale flag gendannet.